# Алусалу, Саския
Саския Алусалу (эст. Saskia Alusalu, 14 апреля 1994, Адавере) — эстонская конькобежка, 38-кратная чемпионка Эстонии, рекордсмен Эстонии на всех дистанциях (500м, 1000м, 1500м, 3000м, 5000м), 89 эстонских рекордов.

## Биография
Саския Алусалу впервые встала на коньки, когда ей было 2 года, по инициативе отца и по примеру сестёр. Впервые познакомилась с конькобежным спортом в 2005 году, а стала заниматься с 2006 года в клубе «Тервис» (Пыльтсамаа), её первым тренером был Вяйно Трейман. В юношеские годы также занималась футболом, волейболом, легкой атлетикой и лыжным спортом, а также училась в музыкальной школе. В период профессиональной карьеры тренировалась в Германии и Нидерландах.
В 2007 году впервые участвовала на чемпионате Эстонии среди юниоров и сразу заняла 2-е место в многоборье. С сезона 2008/09 принимала участие во взрослых чемпионатах Эстонии по конькобежному спорту. Из-за небольшого числа участниц практически во всех своих соревнованиях завоёвывала медали, так на первом для себя турнире — чемпионате Эстонии по многоборью в декабре 2008 года стала второй среди двух участниц. В 14 лет установила первый эстонский рекорд на 1500 метров, а в феврале 2009 года впервые стала чемпионкой Эстонии. В дальнейшем многократно становилась чемпионкой и рекордсменкой страны (более 60 раз) на отдельных дистанциях и в многоборье.
В международных соревнованиях участвует с сезона 2010/11. Принимала участие в турнирах «Viking Race», Кубках мира среди 18-летних и 20-летних спортсменок. В 2011 году Алусалу дебютировала на чемпионате мира среди юниоров. В сезоне 2012/13 неоднократно попадала в топ-10 юниорского Кубка мира и была третьей в общем зачёте, а в 2014 году стала участвовать на взрослом Кубке мира и впервые участвовала на чемпионате Европы в Хамаре, где заняла 24-е место в сумме многоборья. 
Через год заняла уже 15-е место и дебютировала на чемпионате мира в Херенвене, заняв 10-е место в масс-старте. На чемпионатах Европы несколько раз попадала в топ-20. Перед Олимпиадой 2018 года выполнила олимпийский норматив и стала первой в истории Эстонии спортсменкой, отобравшейся на женские соревнования Олимпиады по конькобежному спорту. 
На открытии олимпийских игр была знаменосцем сборной Эстонии. В финале масс-старта на Олимпиаде заняла 4-е место. В 2019 году на чемпионате мира в Инцелле Саския Алусалу заняла 13-е место в масс-старте и 18-е в забеге на 3000 м, а на чемпионате мира в Калгари стала 23-й в многоборье. В 2020 году на чемпионате Европы в Херенвене поднялась на 11 место в масс-старте и на 19-е на чемпионате мира в Солт-Лейк-Сити. В августе 2021 года она объявила о завершении карьеры.

## Личная жизнь
Есть две старших сестры. Одна из них, Сандра (род. 1987) тоже занимается конькобежным спортом. Её хобби – игра на скрипке, игра в футбол, чтение. Саския Алусалу в 2013 году окончила Пыльтсамааскую среднюю школу и окончила Таллинский университет в области коучинга.

## Награды
- с 2010 по 2020 года - признана лучшей конькобежкой Эстонии
- 2018 год - признана лучшей спортсменкой Эстонии[13][14]